# Geografia de Santa Catarina
Geografia de Santa Catarina é um domínio de estudos e conhecimentos sobre as características geográficas do território catarinense. No decorrer do litoral, ocorrem planícies, terrenos de pouca altitude, enseadas e ilhas. Essa parte do relevo ganha a denominação de Planaltos e Serras de Leste-Sudeste. No centro-leste de Santa Catarina, ocorre a Depressão Periférica. No oeste, sudeste e centro do estado, regiões nas quais as serras são mais frequentes, o relevo compartimentado é formado pelos Planaltos e Chapadas da Bacia do Paraná.
A região que drena a parte oriental do estado é a bacia hidrográfica do Atlântico Sul. O Itajaí é o rio mais importante dessa parte de Santa Catarina. No centro e no oeste, estão localizados afluentes do rio Uruguai, como Pelotas, Canoas, do Peixe e Chapecó. Esses cursos de água fazem parte da Bacia Hidrográfica do Rio Uruguai.
Santa Catarina tem um clima subtropical úmido. As temperaturas médias são muito variáveis conforme o local: são mais frias nas regiões serranas (onde pode cair neve no inverno) e mais quentes no litoral, no sudeste e no oeste catarinense. As chuvas têm boa distribuição no decorrer do ano, alcançando, em média, 1.500 mm anuais. Nas suas origens históricas, a vegetação que recobria o estado era de florestas e campos. A Mata Atlântica era predominante nas serras litorâneas e, nas extensões mais altas das regiões serranas, a Mata de Araucárias. Os campos ocorrem em manchas espalhadas pelo estado inteiro.

## Distribuição e localização do território

Mapa brasileiro mostrando seus estados classificados por área.

Abrangendo uma área territorial de 95 736,165 km² (com inclusão das águas internas), Santa Catarina é a unidade federativa de menor extensão territorial da Região Sul do Brasil. É ainda o vigésimo maior do Brasil: apenas o Distrito Federal, Sergipe, Alagoas, o Rio de Janeiro, o Espírito Santo, o Rio Grande do Norte e a Paraíba são menos extensos, ao contrário do Acre, de Pernambuco, do Amapá, do Ceará e do seu vizinho Paraná. Seu território tem o tamanho aproximado da Hungria, e abrange 16,57% da região Sul do Brasil e 1,12% do território brasileiro.

### Localização, fronteiras e pontos extremos
Em sua totalidade, o território catarinense está localizado na posição sul em relação ao Trópico de Capricórnio, sendo o estado inteiramente situado no hemisfério ocidental, no hemisfério sul e na zona temperada do sul. Situa-se entre os paralelos 25º57'41" de latitude sul e 29º23'55"  de latitude sul e entre os meridianos 48º19'37" de longitude oeste e 53º50'00" de longitude oeste. Como Santa Catarina tem o formato aproximado de um pássaro com a sua asa na porção oeste e a pata no extremo sul, mais precisamente de uma ave sem cabeça no nordeste, é mais extenso no sentido leste-oeste do que no sentido norte-sul. Entretanto, como essas distâncias são tão diferentes, costuma-se dizer que Santa Catarina é um estado desigualmente distante: a distância leste-oeste em linha reta alcança 543 km e norte-sul 400 km.
O estado ocupa uma pequena área no centro da Região Sul do Brasil e inclui grande parte do seu interior com sua porção oeste mais estreita do que no centro-leste do estado, compartilhando fronteiras terrestres com o Paraná ao norte; com o Rio Grande do Sul ao sul; com o oceano Atlântico a leste e com a província argentina de Misiones a oeste. Compartilha duas fronteiras comuns com todos os estados da Região Sul do Brasil, e engloba uma série de arquipélagos oceânicos próximos à Ilha de Santa Catarina. Totalizam-se então 2 536 km de fronteira, sendo 1975 km terrestres e 561 km marítimas.
Os pontos extremos do território catarinense são:
- Ao norte, o rio Saí-Guaçu, no município de Itapoá (25º57'41" de latitude sul), Microrregião de Joinville, na fronteira com o Paraná.[4]
- Ao sul, o rio Mampituba, no município de Praia Grande (29º23'55" de latitude sul), Microrregião de Araranguá, na fronteira com o Rio Grande do Sul.[4]
- O extremo leste de Santa Catarina é a Ponta dos Ingleses, no município de Florianópolis (48º19'37" de latitude oeste), na microrregião homônima.[4]
- A oeste, a confluência dos rios Uruguai e Peperi-Guaçu, no município de Itapiranga (53º50'00" de longitude oeste), Microrregião de São Miguel do Oeste, na fronteira com o Rio Grande do Sul e a província argentina de Misiones.[4]

### Divisão política e fusos horários

Mapa da divisão administrativa de Santa Catarina.

Santa Catarina é uma unidade federativa inseparável da República Federativa do Brasil, constituída pela sua união indissolúvel de 295 municípios-membros, juntamente com a capital Florianópolis, agrupados no interior de 6 mesorregiões e 20 microrregiões; dentre os 295 municípios, 31 são litorâneos e 264 são interioranos. Os municípios em geral têm como sede a cidade, chamada de distrito-sede na maior parte dos casos em que o território municipal é dividido em distritos.
As divisões políticas têm como objetivo o controle administrativo do território estadual e foram configuradas, cronologicamente, com a implementação das vilas e, finalmente, os municípios e suas atuais divisões em distritos/administrações regionais e os bairros oficiais. A elaboração da divisão em mesorregiões e microrregiões foi instituída em 1990, ao mesmo tempo que a disposição da área dos municípios do território catarinense se encontrava praticamente definida; somente Balneário Rincão e Pescaria Brava foram criados posteriormente à década de 1990. Atualmente, Santa Catarina encontra-se dividida em 295 municípios.
O fuso horário é igual ao de Brasília: três horas a menos em relação a Greenwich - UTC-3.
A tensão elétrica no estado é de 220 volts.

## Geomorfologia e hidrografia

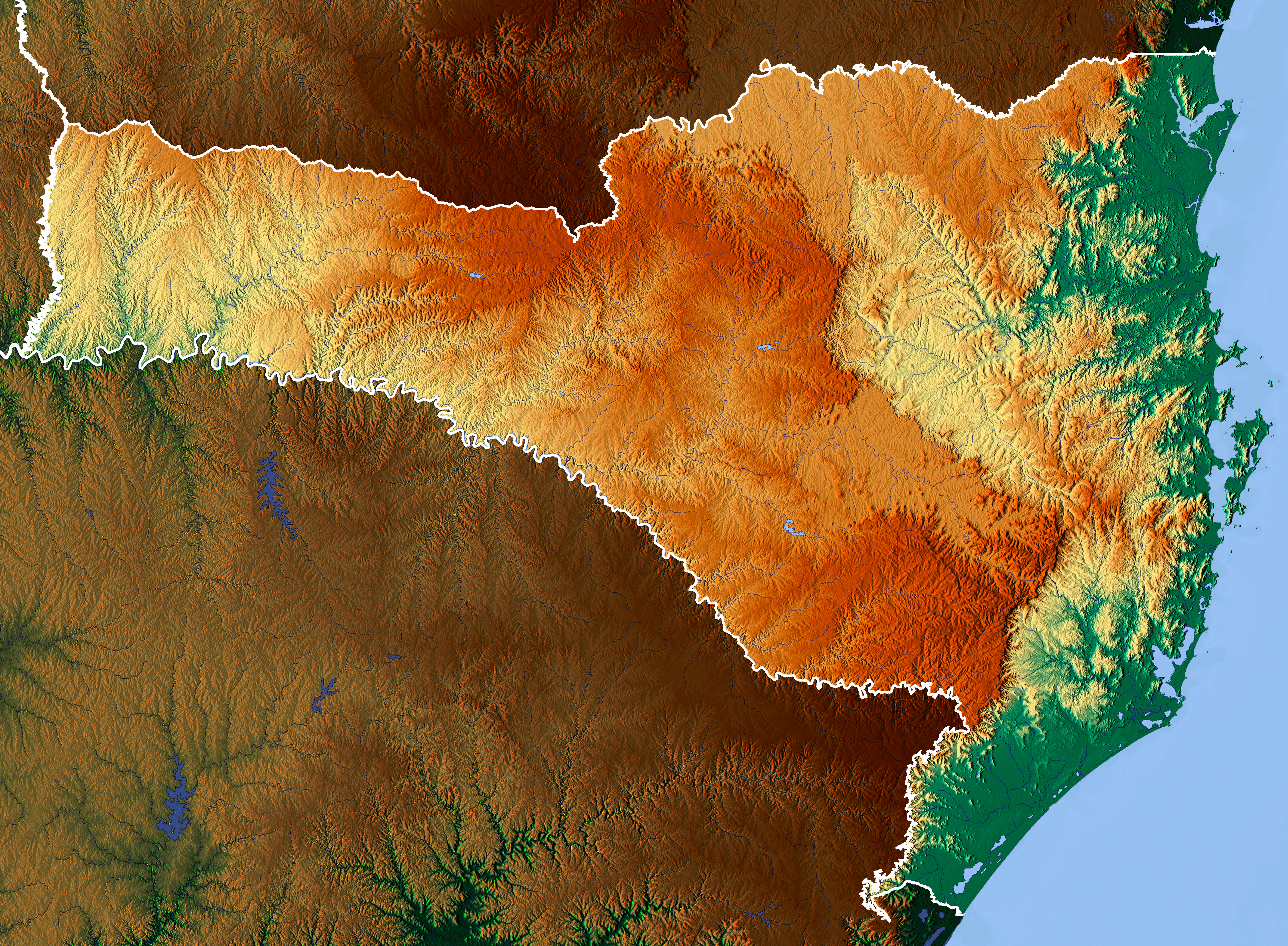
Mapa das unidades geomorfológicas de Santa Catarina.

Santa Catarina possui 77% de seu território acima de 300 metros e 52% além de 600 metros de altitude. Destaca-se dentre as unidades federativas brasileiras de relevo mais alto. Quatro unidades geomorfológicas, que vão do litoral ao interior, formam o relevo estadual: baixada litorânea, Serra do Mar, planalto paleozoico e basáltico.
As menores altitudes estão na baixada litorânea, que engloba as terras localizadas aquém de 200 metros. Na parte norte, é bem larga, entrando sertão adentro, por meio dos vales dos rios que correm da serra do Mar. Enquanto isso, em direção ao sul, encurta-se gradativamente.
A Serra do Mar ocupa a baixada litorânea na parte oeste. No norte do estado, compõe a borda montanhosa de um planalto razoavelmente médio. Possui traço muito diferente do que abriga em demais estados como Paraná e São Paulo. Em Santa Catarina, constitui uma faixa de montanhas, com pontos acima de mil metros. Esta é formada por um grupo de maciços isolados pelos vales profundos dos rios que descem para o oceano Atlântico.
Pela retaguarda da serra do Mar, prolonga-se o planalto paleozoico. Sua área aplainada está dividida em espaços separados pelos rios, que descem para leste. O planalto paleozoico diminui de altitude de norte a sul. Na porção sul do estado mistura-se com a planície litorânea, uma vez que a Serra do Mar não se prolonga até essa região de Santa Catarina.

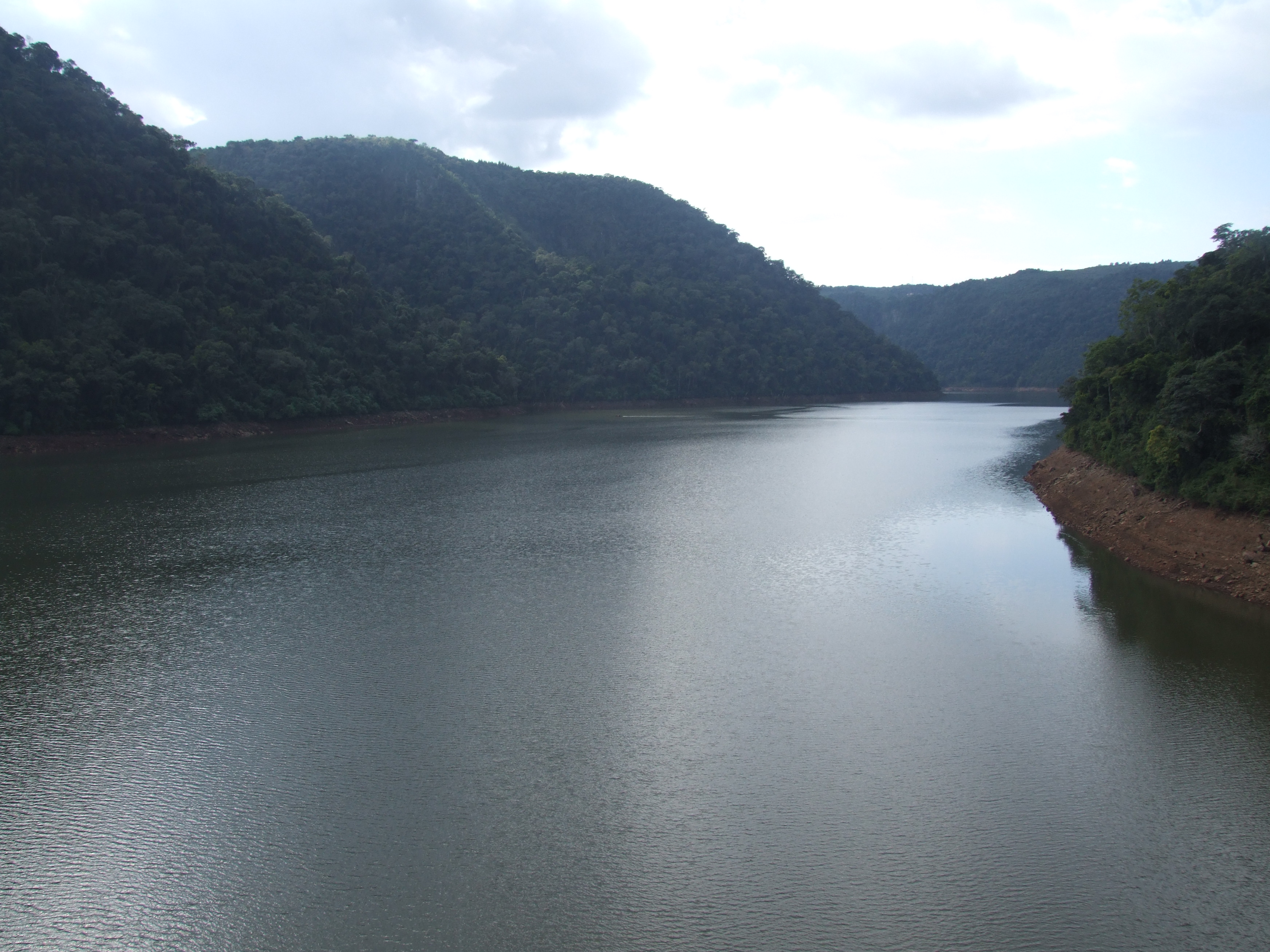
O Rio Uruguai na divisa entre os estados brasileiros de Santa Catarina e Rio Grande do Sul.

O planalto basáltico compreende boa parte do território da unidade federativa. Constituído por sedimentos basálticos (derrames de lava), alternados com depósitos areníticos, tem como limite a leste uma borda montanhosa denominada de Serra Geral. No norte do estado, a borda do planalto basáltico está situada no sertão. Em direção ao sul, vai chegando progressivamente perto do litoral até que, na divisa com o Rio Grande do Sul, começa a descer diretamente sobre o mar. A área do planalto é razoavelmente média e curva-se levemente para oeste. Os rios, que descem em direção ao estado vizinho do Paraná, cavaram nele profundos vales.
São pouco férteis os terrenos da floresta ombrófila mista, da mesma forma que os solos dos campos, os quais se aproveitam para a pecuária leiteira e de corte. Os solos de floresta subtropical úmida caracterizam-se por sua fertilidade, apesar de seu grande desgaste por sua utilização imprópria.
Os rios que descem pelo território do estado fazem parte de ambos os sistemas autônomos delimitados pelas serras Geral e do Mar. A bacia do Atlântico Sul é constituída por bacias delimitadas entre si, como as dos rios Itajaí-Açu, Tubarão, Araranguá, Tijucas e Itapocu.
No interior do estado, duas bacias juntam-se para compor a bacia da Prata: a do Paraná, cujo afluente mais importante é o rio Iguaçu, e a do Uruguai. Este tem como afluentes principais os rios Pelotas, Canoas, Chapecó e do Peixe.

## Clima

Tipos climáticos de Santa Catarina segundo Köppen.

O território catarinense abrange dois tipos climáticos. São eles: o subtropical úmido com verões cálidos (Cfa) e o úmido com estios amenos (Cfb). Ambos têm as quatro estações do ano bem definidas e regime de chuvas bem distribuído ao longo do ano. O subtropical Cfa aparece na baixada litorânea e nas porções de menor altitude do planalto (extremidade oeste e vale do rio Uruguai). Possui temperaturas médias registradas de 20 °C, na baixada e no vale do Uruguai e 18 °C na extremidade oeste.
O subtropical Cfb aparece no restante do planalto. Possui temperaturas médias registradas entre 16 e 18 °C, porém, as de verão e de inverno são diferentes, por isso há grande amplitude térmica ao longo do ano. Os invernos são bem frios: em algumas regiões, são observados anualmente cerca de 25 dias de geada. Nessa época, é mais comum a incursão de massas de ar polares, algumas delas mais fortes e abrangentes. Estas fazem as temperaturas caírem para abaixo de zero em várias cidades. A maioria delas estão situadas no Meio Oeste, Planalto Norte e Planalto Sul. Nesta última se localizam Bom Jardim da Serra, São Joaquim, Urubici e Urupema, que estão entre os municípios mais frios do país.
Boa parte do Rio Grande do Sul se situa em latitudes mais inferiores a Santa Catarina. Apesar disso, é nas áreas mais elevadas do planalto sul catarinense em que há uma maior ocorrência de quedas de neve no Brasil nos meses de inverno. Santa Catarina também detém o recorde de mais baixa temperatura registrada em território brasileiro por órgãos oficiais. Esta temperatura foi de −14 °C em Caçador em 11 de junho de 1952. Por outro lado, a maior temperatura atingiu 44,6 °C em Orleans no dia 6 de janeiro de 1963. As localidades mais quentes do estado estão localizadas nas regiões do litoral sul, Vale do Itajaí e extremo oeste. Isso porque nesta está a cidade tida como a mais quente de Santa Catarina, Itapiranga. Nessas regiões, as temperaturas podem ultrapassar os 40 °C no verão ou em outras ocasiões extremas.

## Vegetação e meio ambiente

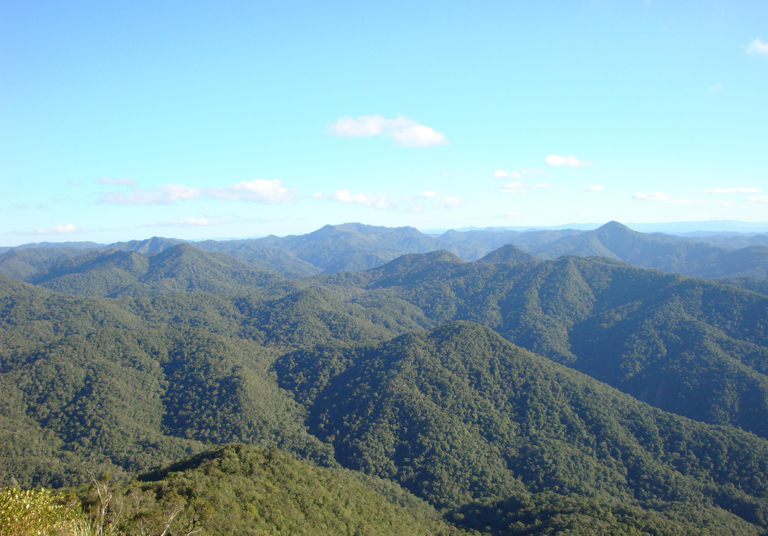
Parque Nacional da Serra do Itajaí

Inserido inteiramente no bioma da Mata Atlântica, a vegetação original de Santa Catarina abrange duas formações: florestas e campos. As florestas, que albergam 65% do território de Santa Catarina, foram bastante desmatadas. No entanto, a silvicultura cresceu muito devido aos estímulos do governo e ao progresso da indústria madeireira. No planalto, ocorrem no formato de florestas mistas de coníferas (araucárias) com latifoliadas e, na baixada e sopé da serra do Mar, somente como floresta latifoliada. Os campos aparecem como manchas espalhadas no interior da floresta mista. Os principais constituem os de São Joaquim, Lages, Curitibanos e Campos Novos.
Na fauna catarinense, estão catalogadas cerca de 600 espécies de aves, 150 mamíferos, 140 denominações sistemáticas de anfíbios, 1 150 Lepidoptera (borboletas e mariposas), além do cadastro de cerca de 2 300 plantas vasculares.
A vegetação do Oeste Catarinense é caracterizada em sua maior parte pela presença da Floresta Ombrófila Mista, seguida da Floresta Estacional Decidual, principalmente ao longo das margens do rio Uruguai e seus afluentes, como rio do Peixe e rio Jacutinga. Em menores áreas, possui a presença de campos naturais, como por exemplo, no município de Água Doce. Na região há o registro de 95 espécies de orquídeas e 19 espécies bromélias. Foram registradas mais de 1300 espécies de insetos no oeste de Santa Catarina, sendo 382 de Hymenoptera (formigas, abelhas e vespas), 230 de Coleoptera (besouros) e 199 de Lepidoptera (borboletas e mariposas). Nesta região também há o registro de mais de 350 espécies de aves, incluindo espécies ameaçadas como papagaio-de-peito-roxo (Amazona vinacea) e papagaio-charão (Amazona pretrei).